# Tawangsari (Kerjo)
Tawangsari is een bestuurslaag in het regentschap Karanganyar van de provincie Midden-Java, Indonesië. Tawangsari telt 3796 inwoners (volkstelling 2010).